# Scuola di Belle Arti di Varsavia
La Scuola di Belle Arti di Varsavia (in polacco:  Szkoła Sztuk Pięknych w Warszawi) è stato un collegio artistico, aperto nella capitale polacca nel 1844, annesso al Ginnasio Reale.

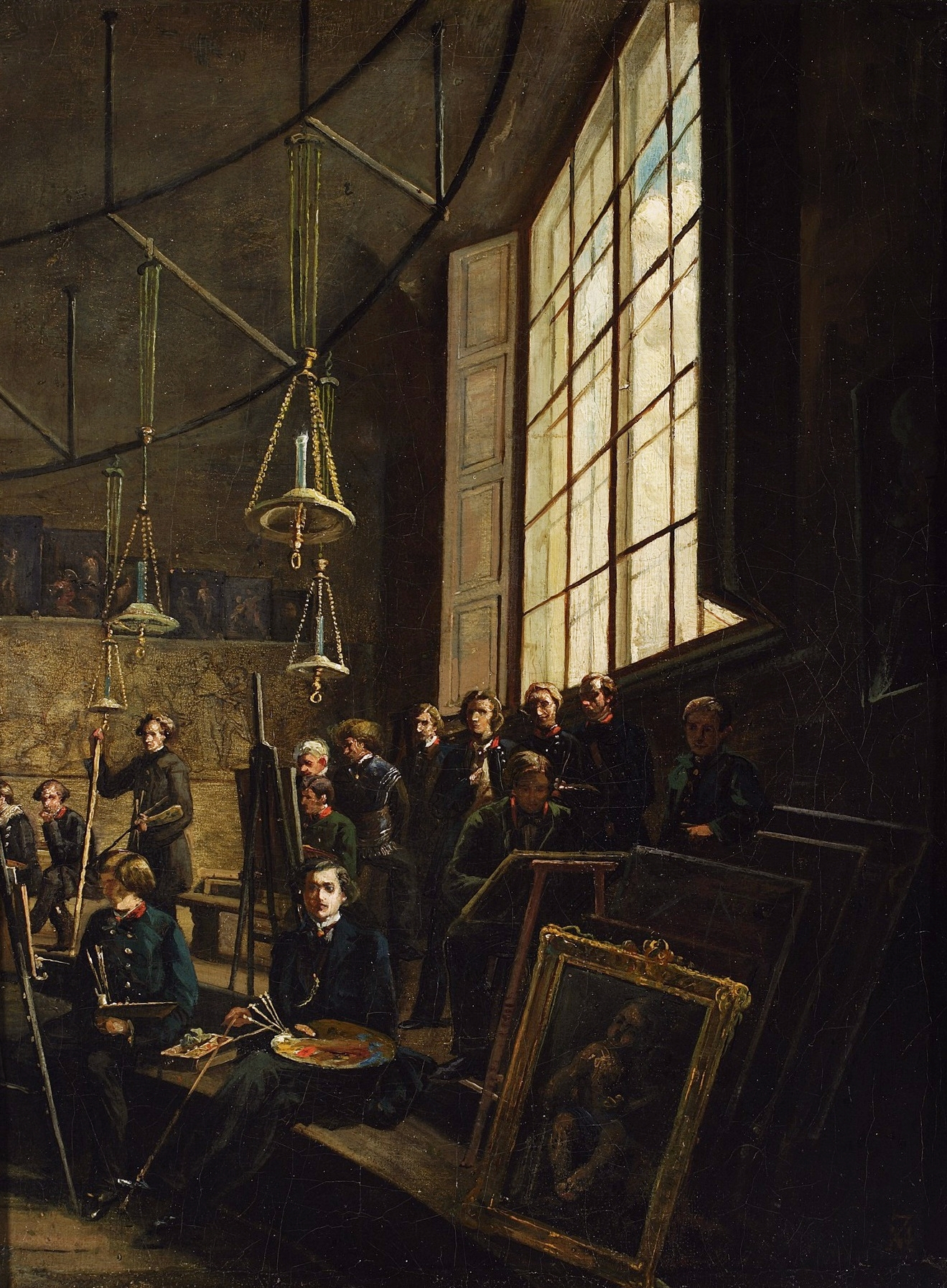
Marcin Zaleski, Interno della Scuola di Belle Arti di Varsavia, 1858.

## Storia
La Scuola disponeva di tre facoltà: architettura, scultura e pittura. Prima dell'apertura della Scuola,  negli anni 1816-1831, un Dipartimento di Belle Arti aveva operato presso l'Università di Varsavia.
Dopo la riforma voluta dall'imperatore Nicola I nel 1851, il curriculum venne limitato a materie puramente tecniche. Nel 1852, la gestione della scuola si staccò dal Ginnasio Reale. Gli studenti della Scuola parteciparono alle manifestazioni patriottiche negli anni 1860-1861 e all'insurrezione di gennaio, fatti che portarono alla chiusura della Scuola nel 1864.
Nel 1865 fu istituita la Classe di Disegno, in sostituzione alla Scuola, dal 1871 conosciuta come Scuola Wojciech Gerson, dal nome del suo principale insegnante e professore di lunga data, sotto la direzione di Cyprian Lachnicki. In questa istituzione famosa all'epoca insegnarono anche, tra gli altri, January Suchodolski, Józef Simmler, Aleksander Lesser e Aleksander Kamiński.
La Scuola di Belle Arti fu re-istituita come scuola privata su iniziativa da un gruppo di intellettuali e artisti fra cui il pittore Kazimierz Stabrowski, Teodor Dunin, il conte Adam Krasiński e il conte Maurycy Zamoyski. Venne creato un comitato organizzativo che redasse uno statuto in russo per la scuola, che venne approvato dalle autorità zariste nel 1902. La nuova Scuola di Belle Arti aprì i battenti il 17 marzo 1904 in un edificio al numero 8 di via Wierzbowa a Varsavia. Il corpo insegnante era diretto da Kazimierz Stabrowski e comprendeva Konrad Krzyżanowski, Ferdynand Ruszczyc, Karol Tichy e Xawery Dunikowski, cui si aggiunsero in seguito Tomasz Pajzderski e Edward Trojanowski. A Kazimierz Stabrowski, che si dimise dal suo incarico l'11 marzo 1909, succedette Stanisław Lentz. Nel 1910 Xawery Dunikowski si trasferì a Cracovia e un anno dopo lo seguì Józef Gałęzowski. Nel 1914, solo Stanisław Lentz e Edward Trojanowski rimasero del corpo insegnante.
Quello stesso anno 1914, la scuola venne collocata in un edificio progettato da Alfons Gravier al 37 Wybrzeże Kościuszkowskie e donato da Eugenia Kierbedź. Durante la prima guerra mondiale, le autorità confiscarono l'edificio e vi sistemarono un'infermeria. Dopo l'entrata dei tedeschi a Varsavia, l'ospedale venne chiuso, e dopo alcune traversie, le lezioni ripresero il 16 novembre 1915. Gli studenti potevano scegliere fra tre classi di pittura, guidate rispettivamente da Miłosz Kotarbiński, Edward Trojanowski e Stanisław Lentz, una classe di scultura di Edward Wittig, lezioni di anatomia guidate da Edward Przewoski e lezioni di storia dell'arte tenute da Eligiusz Niewiadomski. La scuola fu chiusa il 1º luglio 1920; l'ultimo presidente del Comitato di Tutela, Franciszek Lilpop, con il consenso di Eugenia Kierbedź, consegnò l'edificio allo Stato polacco.

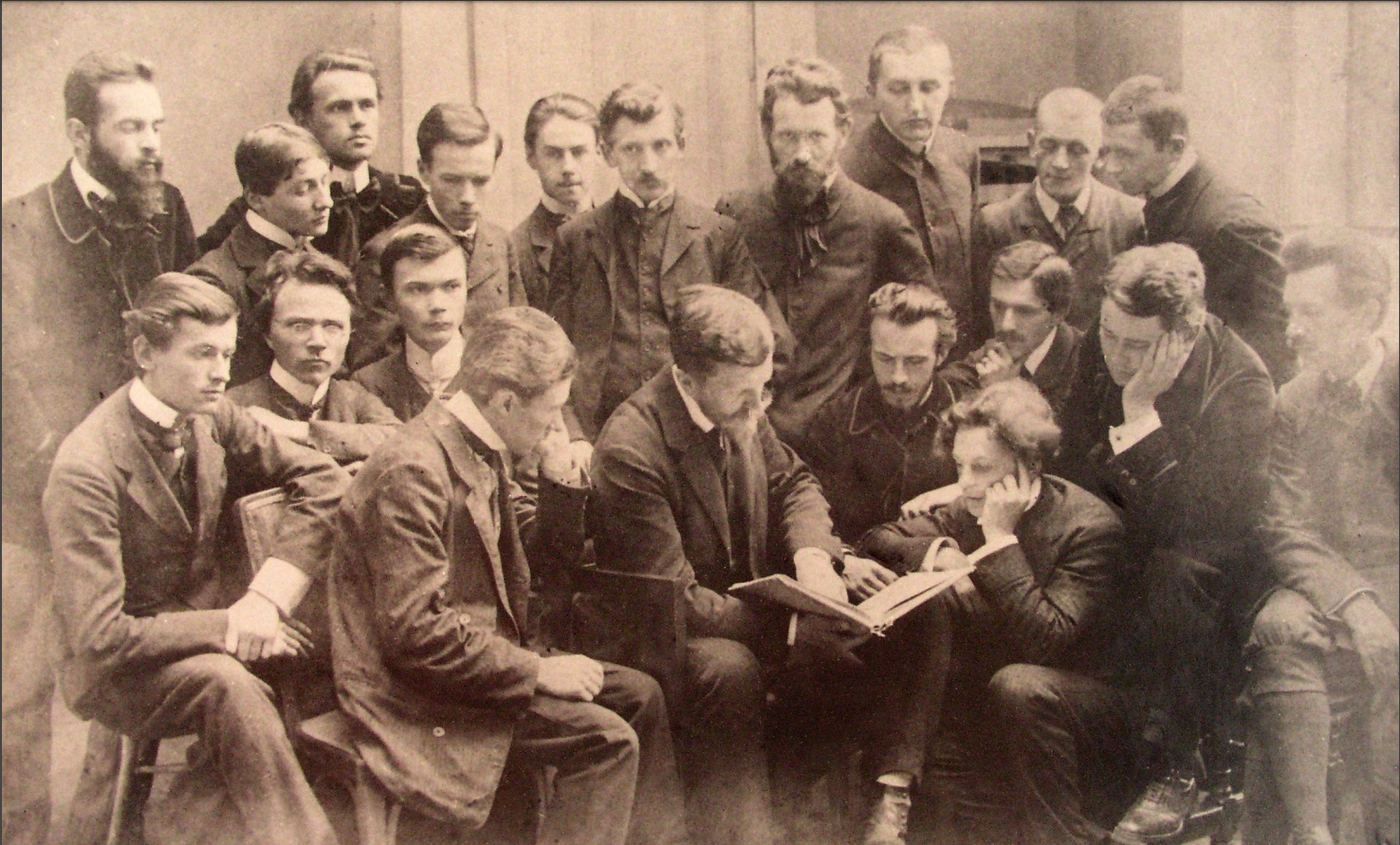
Kazimierz Strabrowski con i suoi studenti nel 1905.

Nel 1923, la Scuola venne riaperta. In vista dell'Esposizione internazionale di arti decorative e industriali moderne di Parigi del 1925, Wojciech Jastrzębowski preparò un curriculum di studi su quattro anni, nel quale tutti gli studenti avevano la possibilità di acquisire una conoscenza di base della teoria e della pratica artistica. L'enfasi venne posta sui lavori sfruttando una varietà di materiali e tecniche. Oltre alla pittura, alla scultura e alle arti applicate, furono introdotte le arti grafiche, il cui primo docente fu Władysław Skoczylas.
Nel 1932, la Scuola venne trasformata nell'Accademia di belle arti di Varsavia.